# Список умерших в 1414 году

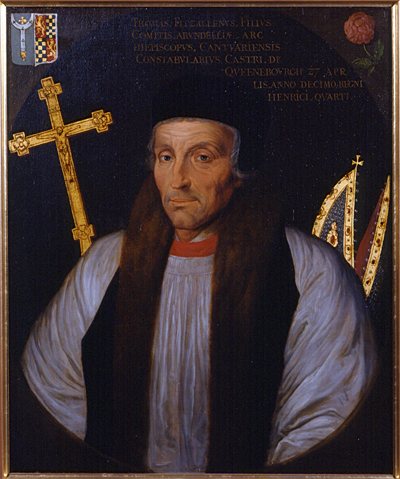
Томас Арундел

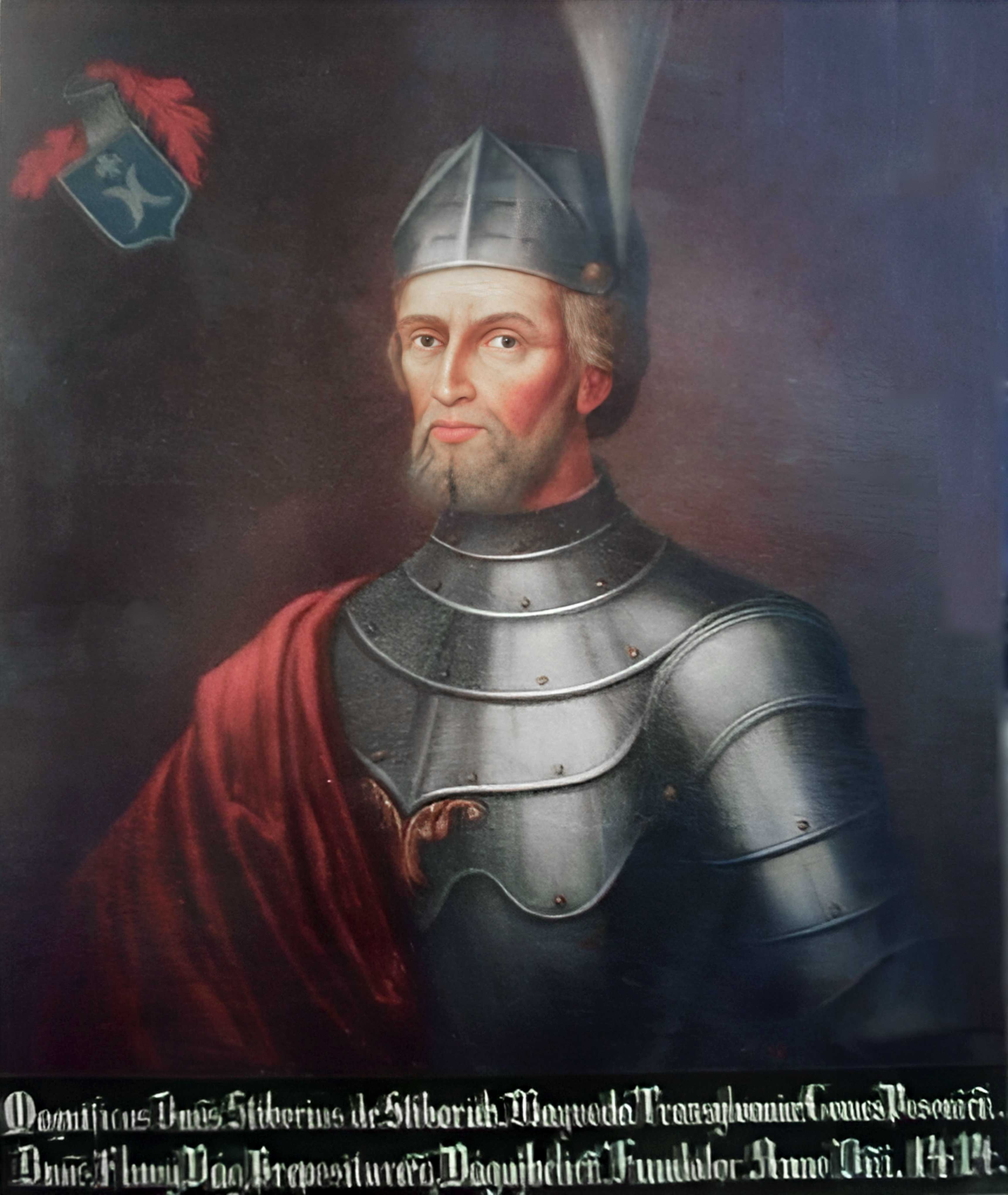
Сцибор из Сцибожице

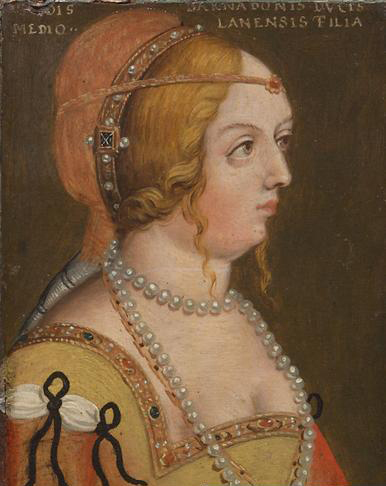
Верде Висконти

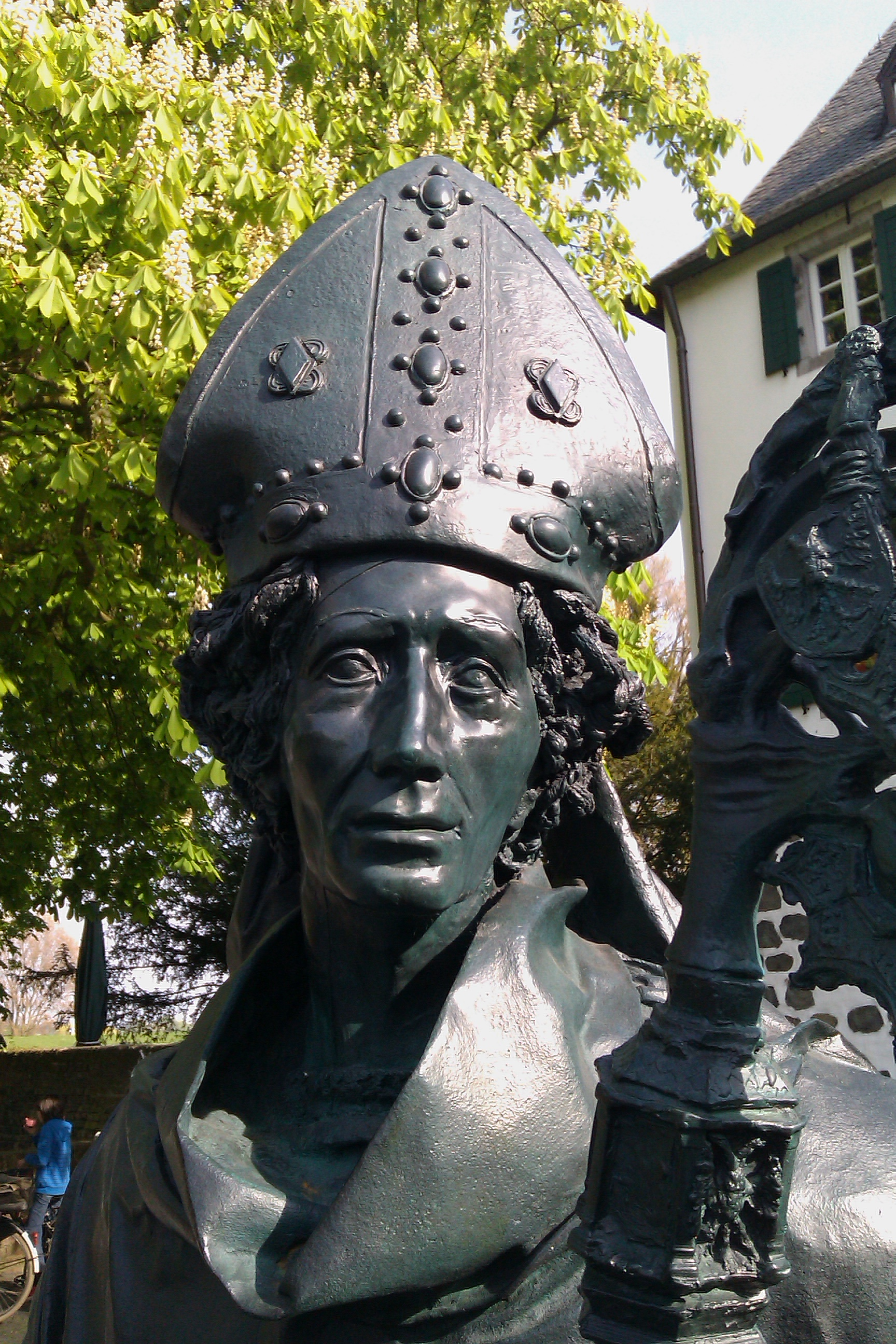
Фридрих III фон Саарверден

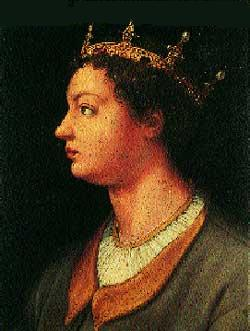
Владислав Дураццо

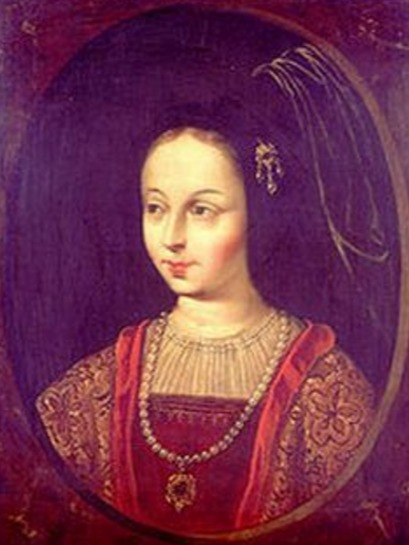
Беатрис Перейра де Алвим

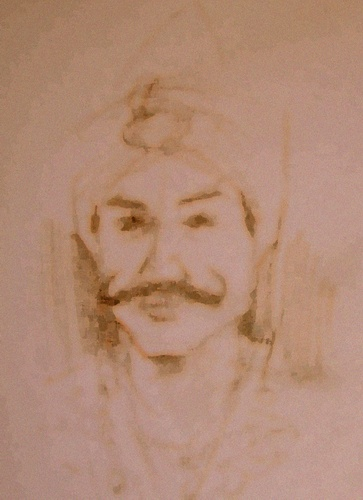
Парамешвара (султан)

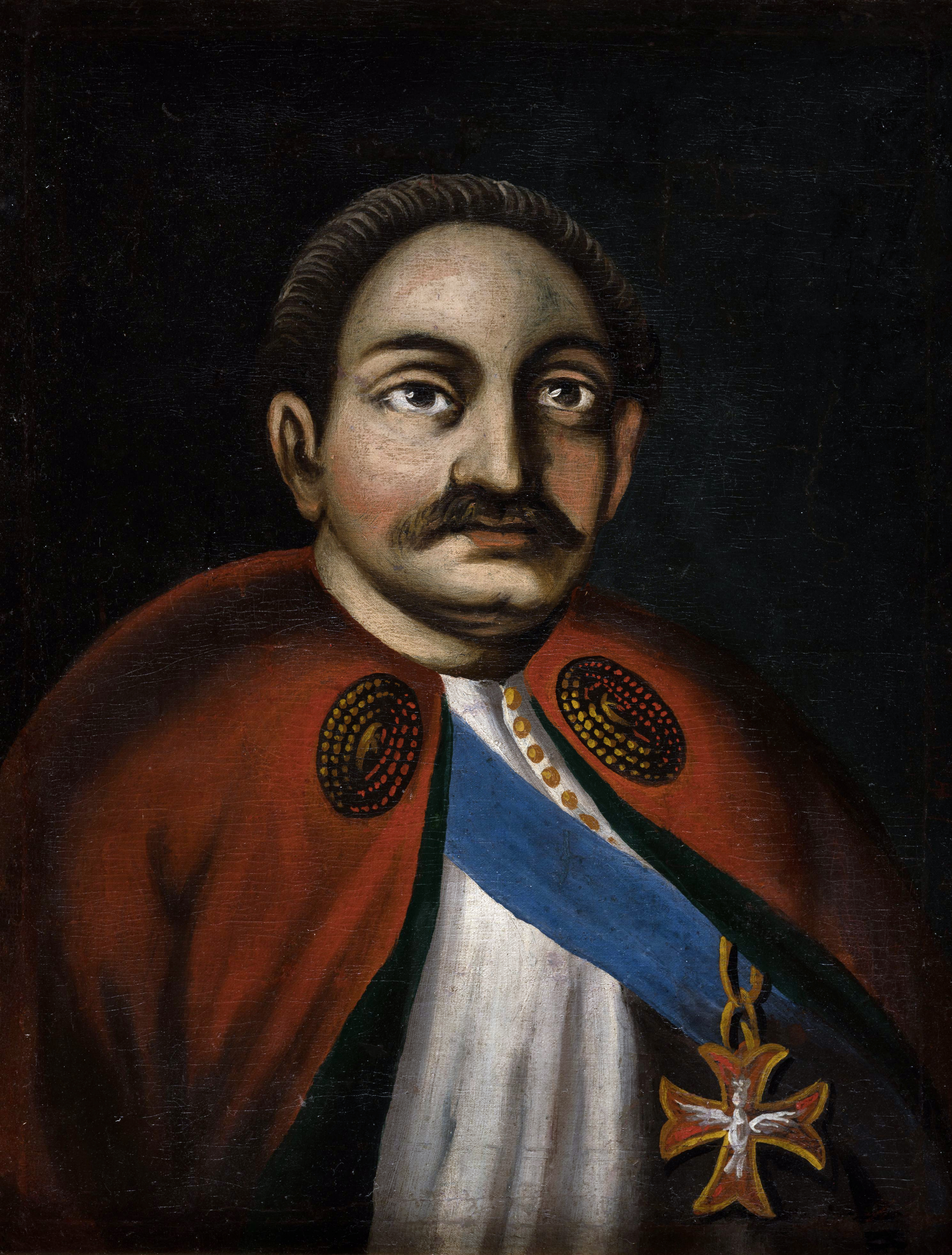
Фёдор Кориатович

В этой статье представлен список известных людей, умерших в 1414 году.
См. также: Категория:Умершие в 1414 году

## Февраль
- 19 февраля — Томас Арундел — английский религиозный и государственный деятель, епископ Илийский (1373—1388),архиепископ Йоркский (1388—1396), архиепископ Кентерберийский (1396—1398, 1399—1414), антиепископ Сент-Эндрю  (1398—1399), канцлер Англии (1386—1388, 1391—1396, 1399, 1407—1410, 1412—1413).
- Сцибор из Сцибожице — крупный венгерский государственный и военный деятель, воевода Трансильвании (1395—1401, 1409—1414)

## Март
- 1 марта — Верде Висконти — представительница дома Висконти, дочь миланского правителя Бернабо Висконти, герцогиня Австрии, Штирии и Каринтии, графиня Тироля (1365—1386), жена герцога Леопольда III.

## Апрель
- 9 апреля — Фридрих III фон Саарверден — курфюрст-архиепископ Кёльна (1370—1414).

## Август
- 6 августа — Владислав Дураццо (37) — король Неаполя (с 1386), последний мужской представитель Анжуйской династии.

## Сентябрь
- 1 сентября — Уильям де Рос — английский аристократ, 6-й барон де Рос (с 1393), рыцарь ордена Подвязки (с 1403), лорд-казначей (1403—1404).

## Октябрь
- 7 октября — Ричард ле Диспенсер (17) — английский аристократ, 4-й барон Бергерш (с 1409).
- 19 октября — Джон Ловел — английский аристократ, 6-й барон Ловел из Тичмарша (с 1408).

## Дата неизвестна или требует уточнения
- Андреа Ванни — итальянский художник, сиенская школа.
- Беатрис Перейра де Алвим — португальская аристократка, единственная дочь Нуну Алвареша Перейры, жена графа де Барселуш Альфонса I, будущего герцога Браганса
- Девлетшах-хатун — жена османского султана Баязида I
- Жакмар де Эсден — французский художник-миниатюрист, работавший в стиле интернациональной готики.
- Иоганн IV— сын герцога Эриха IV Саксен-Лауэнбургского; герцог Саксен-Лауэнбурга (1401—1412), соправитель отца и старшего брата Эриха V, смещён братом после смерти отца.
- Кепек — хан Золотой Орды (1414); погиб в междоусобной борьбе
- Керимберды — хан Золотой Орды (1409, 1412—1413, 1414); погиб в междоусобной борьбе
- Мамия II Дадиани — представитель грузинского княжеского рода Дадиани и эристави Одиши (1396—1414); погиб в бою с абхазами
- Маргарита — саамская женщина, занимавшаяся христианским миссионерством и обратившая в христианство многих саамов Швеции
- Жак де Монморанси — сеньор де Монморанси, д'Экуан, де Дамвиль, де Конфлан-Сент-Онорин, де Витри-ан-Бри, де Ла Тур де Шомон (1381—1414), французский придворный и государственный деятель.
- Никифор Боровский — преподобный Русской православной церкви, игумен, чудотворец. Основатель Высоко-Покровского монастыря в Боровске.
- Одон де Виллар — граф Женевы (1400—1401), сеньор Монтелье, Монтриблу, Сен-Сорлена и Тора, генералкапитан антипапы Клемента VII, ректор Конта Венессен. Граф Авеллино по правам жены.
- Отто III Бергов, чешский дворянин, высокопоставленный провинциальный чиновник и политический противник Вацлава IV, короля Богемии.
- Парамешвара — суматранский принц, последний правитель Темасека (царство Сингапура) (1389–1398), основатель Малакки и Малаккского султаната (1400).
- Джон I Стэнли — английский государственный и военный деятель, Лорд-наместник Ирландии (1389—1391, 1399—1402, 1413—1414), титулярный король Мэна (1405—1414).
- Фёдор Кориатович — Князь подольский (1363—1393/1394)
- Хуан Прадес — граф де Прадес (1358—1414)
- Николай Чарнковский — польский государственный и военный деятель, подчаший калишский (1396—1401), познанский земельный судья (1401—1414).
- Энрике Мануэль де Вильена — кастильский дворянин, 1-й граф Сея, 1-й сеньор Кашкайш, Оэйраш и Синтра, 2-й сеньор Монтеалегре, 1-й сеньор Бельмонте и Менесес. Советник королей Кастилии Хуана I, Энрике III и Хуана II.